# Metroid Dread
A Metroid Dread (メトロイド ドレッド; Metoroido Doreddo) egy akció-kalandjáték, amit a MercurySteam és a Nintendo EPD fejlesztett Nintendo Switch-re. A játék a Metroid Fusion (2002) eseményeit követően játszódik, és játékos irányíthatja a fejvadász Samus Arant, aki a ZDR bolygón néz szembe gyalázatos robotokkal. Ez megtartja a korábbi 2D-s Metroid játékok oldalnézetes játékmenetét, és hozzáadja a lopakodós elemeket.
A Dreadet eredetileg egy Nintendo DS-es játéknak képzelték el a 2000-es évek közepén, de elkaszálták a technikai korlátozások miatt. Egy üzenet a Metroid Prime 3: Corruption (2007) úgy lett értve, hogy utalás a játékra, de a rendező Mark Pacini azt állította, hogy ez csak egybeesés. Sokan a videojátékiparban kifejezték az érdeklődésüket egy új oldalnézetes Metroid játékra, és a Dread felkerült a "legjobban akart" listájukra.
Miután Szakamoto Josiót lenyűgözte a MercurySteam munkája a 2017-es Metroid: Samus Returnsben, megkérte őket, hogy ők fejlesszék a sorozat következő fő részét, ami a Dread projekt újraindulásához vezetett. A Nintendo a játékot a 2021-es E3-on jelentette be. Ez az első eredeti oldalnézetes Metroid játék a Fusion óta és 2021. október 8-án adják ki.

## Játékmenet
A Metroid Dread egy akció-kalandjáték, amiben a játékosok irányíthatják a fejvadász Samus Arant, aki felfedezi a ZDR bolygót. Ez megtartja a korábbi Metroid játékok oldalnézetes játékmenetét, a Samus Returnsban (2017) bemutatkozott szabad célzással és közelharcokkal együtt. Samus ezenkívül már tud csúszni és rátapadni a kék felületekre. A Dreadbe szintén belekerültek a lopakodós játékelemek, ugyanis Samusnak el kell kerülnie a majdnem elpusztíthatatlan EMMI robotokat, bujkálással, a zajának csökkentésével, és a „Phantom Cloak” (Fantom Köpeny) használatával, aminek az álcázása csökkenti a zajt, de lassítja őt a mozgásban. Ha egy EMMI robot elkapja Samust, akkor vissza kell ütnie a robotnak, hogy elszökjön, vagy különben Samus meghal.

## Premise
A producer Szakamoto Josio azt mondta, hogy a Dread be fogja fejezni a Metroid fő történetszálát, ami Samus és az élősködő Metroid élőlények sorsára összpontosít.
Miután Samus elpusztította a halálos X parazitákat az SR388 bolygóval együtt a Metroid Fusion (2002) végén, a Galaktikus Federáció egy videó-adást kap egy ismeretlen forrásból, ami mutatja, hogy az X még mindig él. Elküldenek hét különleges EMMI robotegységet (Extraplanetary Multiform Mobile Identifier; magyarul Extraplanetáris Többformájú Mobil Azonosító) a ZDR-re, az adás forrásához. Az egység hamar eltűnik, és Samus a bolygóra megy utána nézni. Miután a bolygó felszínén landolt és elkezdte a felfedezést, Samus szembe szállt egy rejtélyes alakkal, aki egy Chozo Power Suitot viselt. A rövid csatározás után a bolygó felszínére visszavezető elpusztult, és Samus veszített. Miután visszaszerezte az öntudatát, Samus azt találja, hogy a ruházatának minden frissítése elveszett, és nincs más választása, mint találni egy másik utat vissza a bolygó felszínére és a hajójához.

## Fejlesztés

### Korai próbálkozások
A Metroid sorozat producere Szakamoto Josio a Metroid Dreadet a Metroid Fusion Nintendo DS-es folytatásaként képzelte el eredetileg. Ez abból a koncepcióból jött, hogy Samust követi egy rémületes dolog (vagyis „dread”) egy ismeretlen bolygón. Szakamoto inspirációja ehhez az irányzathoz „abból a feszültségből jött, hogy bekerít a SA-X a Metroid Fusionből és, hogy mi ezt játékmenet stílust akartuk venni és belerakni, a Metroid normálisnak tekintett játékmenetébe”. Szakamoto nem akarta, hogy a Dread horrorjáték legyen, de azt, hogy fel legyen tárva a „félelem alapú játékmenet”.
Szakamoto megpróbálta a Dreadet DS-re fejleszteni legalább kétszer, de a technológia túl korlátozott volt ahhoz, hogy megcsinálja a játékot az elgondolása szerint. Az első próbálkozás 2005 körül volt, míg a második 2008 körül történt. Egy játszható prototípus meg lett mutatva a Nintendo Software Technology és a Nintendo of America személyzetének a 2009-es E3-on. A jelentések szerint a projektet akkor nem nevezték Metroid Dreadnek, és művészeti stílusa hasonlított a Metroid Fusionéra. Ugyanakkor a prototípus nem ért fel Szakamoto elvárásaihoz, és így a fejlesztés le lett állítva. Az egyik fő ok az volt, hogy Szakamoto vágya egy megfélemlítő és felkavaró ellenség megvalósítása, nehéz megvalósítani a DS korlátozott hardverével.
A Metroid Dread cím először egy 2005-ös a Nintendo bizalmi „kulcsfontosságú DS játékok, amik be lesznek jelentve a jövőben” software-ek listáján jelent meg. Ez ahhoz az elváráshoz vezetett, hogy meg fog jelenni a 2005-ös vagy a 2006-os E3 egyezményen. 2005 végén arról terjedtek a pletykák, hogy a Metroid Dreadet vagy elkaszálták, vagy „fejlesztési pokol”ban van. Az Official Nintendo Magazine 2006 februári száma szerint az év novemberére lett kitűzve a kiadás dátuma. A márciusi szám egy általános 2006-os dátummal lett listázva, és azt sugalmazta, hogy a 2006-os E3-on további információk fognak kiderülni, de a játék nem jelent meg a rendezvényen.
A 2007-es Metroid Prime 3: Corruptionben megjelent egy üzenet, hogy „Experiment status report update: Metroid project 'Dread' is nearing the final stages of completion” („Kísérlet állapotjelentésének frissítése: A Metroid projekt ’Dread’ a befejezés utolsó szakaszához közeledik”). A játék rendezője Mark Pacini tagadta a kapcsolódást és azt állította, hogy ez az egész csak egy egybeesés. A Wired írója, Chris Kohler szkepticizmusát fejezte ki a Retro tagadásának; szerinte ez hihető volna, ha Pacini azt mondta, hogy ez csak egy vicc volt, de nem állítja azt, hogy ez egy egybeesés. Az üzenetet a játék japán változatában megváltoztatták, ami hónapokkal az eredeti kiadás után jött ki, és ”dread osztályú tornyocskák”ra utalt helyette.

### Későbbi értekezés
2010-ben Szakamoto megerősítette a Dread létezését, de azt is mondta, hogy a Nintendo „a semmiből kezdené újra”, ha visszatérnének hozzá. Szintén mondta, hogy „várjuk és nézzük és olvassuk a kommenteket, hogy láthassuk azt, hogy az embereket mit érdekel, mielőtt mi csinálunk bármi kommentet a projektről”. Más interjúkban tagadta, hogy a Wii-re kijött Metroid: Other M-nek (2010), vagy a Nintendo 3DS-es Metroid: Samus Returnsnek bármi köze volna a Dreadhez. 2010 májusában az IGN Craig Harrisje azt mondta, hogy a Metroid Dread története már elkészült, és a Nintendo képes „bármikor visszahozni”.
A játék kezdeti jegyzékbevétele után a kritikusok kifejezték az érdeklődésüket a Metroid Dreadre, vagy egy hasonló 2D-s oldalnézetes Metroid projekt újjáéledésére. Szakamoto szerint a kérdések a Metroid Dreadről nagyon népszerűek voltak, különösen az E3-at követő interjúk után. Audrey Drake listáján ez volt a második legjobban akart dolog a 2012-es E3-on, különösen a Retro Studios által fejlesztve Nintendo 3DS-re és „Super Metroid-stílusú játékmenettel”. Az IGN úgy idézte, hogy egy „Játék veszélyben”. K. Thor Jensen rárakta az ő „videójátékok amikkel sohasem fogsz játszani” listájára. Úgy érezte, hogy a Metroid: Other M csalódottság volt és ezért nosztalgiázik a Dreadre. Patrick Klepek megjegyezte, hogy a játék lehetséges elkaszálása nem volt jó dolog az „old-school Metroid rajongóknak”. Thomas East belerakta a Dreadet és a játékra való látszólagos utalását a Corruptionből a „11 nagyszerű Metroid tények és titkok” listájára. East hozzátette, hogy reménykedik egy lehetséges 3DS-es kiadásban.
Marc Zablotny egy író az Official Nintendo Magazine-nál rárakta az ő 2013-as kívánságlistájára. Felhozta azt a tényt, hogy a Kirby’s Return to Dream Landet eredetileg 2005-ben jelentették be és 2011-ben adták ki, hogy mutassa a lehetőségét annak, hogy a Metroid Dreadet még mindig meg lehet csinálni. Szintén állította, hogy jobban érdekli, hogy mi a Dread „jelentése, mint a konkrét játék”. Zablotny később belerakta a „15 további Nintendo Játék, amit sosem fogsz játszani” listára és az elkaszált Nintendo játékok leghírhedtebb példájának nevezte. Nick Chester a Destructoidtól kritizálta a Nintendot, hogy jobban összpontosít az olyan játékokra, mint a Brain Age sorozat, mint egy 2D-s Metroid játék.

### Újrakezdés Nintendo Switch-en
A Nintendo a 2021-es E3 Nintendo Direct prezentációjában bejelentette, hogy Metroid Dread Nintendo Switch-re fog kijönni 2021. október 8-án. A játék fejlesztői a Nintendo EPD és a spanyol Mercury Steam, a 3DS-es Metroid: Samus Returns (2017) fejlesztő stúdiója. Szakamoto azt mondta, hogy a Nintendo újraindította a projektet, miután látta, hogy a MercurySteam csinálhat valamit ezzel a technológiával a Switchen. Ez az első 2D-s Metroid játék, ami nem remake a Fusion óta.

## Fogadtatás
| Összegzőoldal | Értékelés |
| ------------- | --------- |
| Metacritic    | 88/100    |

| Szerző                | Értékelés        |
| --------------------- | ---------------- |
| Destructoid           | 8.5/10           |
| Eurogamer             | Nélkülözhetetlen |
| Famicú                | 34/40            |
| Game Informer         | 9/10             |
| GameSpot              | 8/10             |
| GamesRadar+           | [ 36 ]           |
| IGN                   | 9/10             |
| Nintendo Life         | [ 38 ]           |
| Shacknews             | 9/10             |
| VG247                 | [ 40 ]           |
| Video Games Chronicle | [ 41 ]           |

### Megjelenés előtt
A bejelentés után a Metroid Dread lett a legtöbbet előrendelt játék az Amazonon az Egyesült Államokban, az Egyesült Királyságokban és Japánban; valamint a legtöbbet előrendelt játék az amerikai GameStopnál.

### Megjelenés után
A Metroid Dread „általában kedvező” kritikákat kapott a Metacritic weboldal szerint. Az IGN Samuel Claibornja dicsérte a boss harcokat leírva, hogy „sora a hagyományosan nagy, nyáladzó szörnyektől, megtanulandó mintákkal és gyenge pontokkal, a majdnem Smash Bros.-szerű összecsapásokig, amik utánozzák a mozgásaidat”. Chris Carter a Destructoidtól azt mondta, hogy a Dread „mesterien” hajtotta végre a „Metroidvania formulát”, és azt is, hogy a játék „nem leng sok nagyot, de ritkán üt szabálytalan labdát”.

## Fordítás
- Ez a szócikk részben vagy egészben  a   Metroid Dread című angol Wikipédia-szócikk fordításán alapul.  Az eredeti cikk szerkesztőit annak laptörténete sorolja fel. Ez a jelzés csupán a megfogalmazás eredetét és a szerzői jogokat jelzi, nem szolgál a cikkben szereplő információk forrásmegjelöléseként.